# Centro de Ensino Unificado de Brasília Esporte Clube
El CEUB Esporte Clube fue un equipo de fútbol de Brasil que jugó en el Campeonato Brasileño de Serie A, la primera división de fútbol en el país.

## Historia
Fue fundado en el año 1968 en Brasilia, capital de Brasil por estudiantes del Centro Encino Universitario de Brasilia, participando en el Campeonato Brasiliense desde 1970.
En 1973 logra ganar el título del Campeonato Brasiliense por primera vez, con lo que logra la clasificación para el Campeonato Brasileño de Serie A por primera vez en su historia, con lo que es el primer equipo de la capital del país en competir en el torneo nacional de primera división.
El club participó en el Campeonato Brasileño de Serie A de 1973 a 1975 hasta que en 1976 inició el fin de la institución luego de que se determinara un cambio de formato en el Campeonato Brasiliense, el torneo de clasificación para los equipos del Distrito Federal de Brasil para la primera división, cambio que el CEUB no aceptó.
Posteriormente Heleno Nunes, el entonces presidente de la Confederación Brasileña de Fútbol determinó que el Distrito Federal de Brasil no tendría representante en el Campeonato Brasileño de Serie A, uniéndose a los problemas financieros que presentaba el CEUB y más adelante el club desaparecería a finales de 1976.

## Entrenadores
- Marinho (1975)[6]
- Raimundinho (1975)[6]

## Palmarés
- Campeonato Brasiliense: 1

1973